# جمعية الهلال الأحمر القطري

## التاريخ والنشأة
'جمعية الهلال الأحمر القطري ، 'تأسس الهلال الأحمر القطري في مارس عام 1978 كأول منظمة خيرية تطوعية في قطر بهدف مساعدة وتمكين الأفراد والمجتمعات الضعيفة دون تحيز أو تمييز، وتم الاعتراف به دوليا في عام 1981 بانضمامه إلى اللجنة الدولية للصليب الأحمر في جنيف، كما انضم إلى الاتحاد الدولي لجمعيات الصليب الأحمر والهلال الأحمر في نفس العام. وقد ظل الهلال طوال تاريخه العريق يمارس دوره المساند لدولة قطر في جهودها الإنسانية، واضعا نصب عينيه رسالة أساسية وهي تحسين حياة الضعفاء بتفعيل طاقات الإنسانية داخل قطر وخارجها.

## الاستراتيجيات

### الشعار
«نفوس آمنة.. وكرامة مصونة» هو شعارنا الذي اخترناه لاستراتيجية الهلال الأحمر القطري، ليعبر عن طموحنا ويكون إلهاما لنا في تغيير نراه كبيرا ولكنه ليس مستحيلا. إنها إستراتيجية مختلفة عن أي إستراتيجية أخرى لأنها كما تعبر عن واقع إنساني مختلف نريد أن نواجهه ونتجشم عناء تغييره فإنها أيضا تعبر عن هلال مختلف نمت قدراته ووضعه ويرى أنه صار في مكانة تؤهله لأن يعمل ويتعاون ويبادر بل ويقود مسيرة تغيير حقيقية لذلك الواقع الإنساني.
فالنفوس الآمنة هي ما نسعى إليه.. نفوس الضعفاء والمحرومين الذين ضاقت بهم سبل العيش في سلم وأمان، فباتوا يفرقون على أرواحهم أو سلامتهم أو صحتهم أو أرزاقهم، وهم إما مهددون بشيء من ذلك ينتظرون أن تحيط بهم كارثة أو نزاع مسلح أو وباء جائح وإما واقعون فيه بالفعل وأسقط في أيديهم كيف يرفعونه عن أنفسهم، فصاروا ضعفاء بما ينتظرهم أو بما آل إليه حالهم.
والكرامة المصونة هي الشق الآخر المكمل لمعاني الإنسانية التي نرومها. كرامة لا تغتصب فيها الحقوق، ولا يمتهن معها الإنسان، ولا تهمش فيها الفئات لاختلافها الاجتماعي أو الاقتصادي أو العرقي، فكل من لم يحرز هذه الكرامة كاملة غير منقوصة هو في نظر الهلال الأحمر القطري ضعيف أو مستضعف يجب على الهلال مناصرته والسعي لرد الاعتبار إليه.

### الرؤية
هذه المعاني هي ما نؤكد عليه ونلتزم به ونسعى إلى تحقيقه في استراتيجيتنا، وتؤكدها رؤيتنا لهذا العالم المثالي: عالم فيه الضعيف آمن، والقوي ناصر، والهلال الأحمر القطري مفخرة. بيد أن هذه الرؤية تؤكد على معنيين آخرين: أولهما أن مناصرة الضعيف ستكون بيد الجميع عامة والقوي خاصة، فالقوي هو كل فرد أو مؤسسة أو مجتمع يمكن أن يناصر ويساهم في أمان النفوس وصون الكرامة، بل إن الضعيف ذاته يصير قويا إذا وجد في نفسه قدرة ووجد من أعانه عليها، أما المعنى الثاني فهو رؤية الهلال الأحمر القطري لنفسه واعتزازه بأن يكون رائدا في الإنسانية، يعين القوي ليناصر الضعيف، فيصير بذلك محلا للفخر، ليس بادعائه وإنما بشهادة الناس له.

### الرسالة
هذا ما يجعل استراتيجيتنا مختلفة: واقع أفضل، وهلال مختلف، وتوجه أشد تركيزا. ومع ذلك، يبقى في إطار مهمة الهلال الأحمر القطري التي بينها نظامه الأساسي ولكننا نقتبسه هنا بعبارة أوجز تركز على اختصاصنا في العمل الإنساني وتعزز طموحنا في التغيير: أن نستنهض المجتمعات لتواجه الأزمات والمآسي الإنسانية وتنعم بحياة آمنة كريمة. هذه بعبارات بسيطة هي مهمتنا التي نتواصل بها مع مجتمعنا وشركائنا ونكرس لها جهودنا ومواردنا.
ونحن إذ نخطو قدما في هذه المسيرة، فقد آلينا على أنفسنا الالتزام بقيمنا المؤسسية التي ارتضيناها، والتي تعد ترجمة للمبادئ الأساسية للحركة الإنسانية الدولية، وتعبيرا عن أداء الهلال وأسلوبه في العمل الإنساني.

### قيم المؤسسة
1.    الضعفاء أولا: الضعفاء هم المجتمعات والأفراد المهددون في حياتهم أو سلامتهم أو كرامتهم، وهم المستهدفون بخدمات الهلال الأحمر القطري وبرامجه، إذ يسعى الهلال إلى مساعدتهم على بناء قدراتهم لمواجهة ما يهددهم من أخطار.
2.    التفاني دائما: اجتياز الصعاب وتحمل المخاطر والمثابرة على المشاق من أجل الوصول إلى الضعفاء ومساعدتهم ليست اختصاص الهلال الأحمر القطري فحسب، بل هي رغبته في الوفاء بواجب المناصرة وخبرته المتراكمة عبر السنين.
3.    الهلال بشركائه: شركاء الهلال الأحمر القطري هم ركيزته الأولى في العمل، وهم لا يقتصرون على موظفيه ومتطوعيه، وإنما هم كل من يساهم بجهده أو ماله لمساعدة الهلال في أداء مهمته وتحقيق رؤيته، فالهلال لا يقوم بذاته وإنما يكتمل بشركائه.
4.    النزاهة أصل: الهلال الأحمر القطري يعمل لتحقيق أهدافه ورؤيته في علانية ووضوح، ويتحمل مسؤوليته كاملة فيما يؤديه وكيف يؤديه، وله استقلاليته وقوانينه ومبادئه وقيمه التي يلتزم بها في جميع الأوقات والأحوال.
5.    الإتقان رأس المال: يؤمن الهلال الأحمر القطري بأن نجاح العمل في مساعدة الضعفاء يجب أن يكون أساسه الإتقان، فهو أحرى بالهلال وأثره أدوم للضعفاء، والإتقان إنما يكون من منشأ عمل الهلال إلى نهايته، من التخطيط إلى التنفيذ إلى التقييم.

## الموقع الإلكتروني
http://www.qrcs.org.qa/

## وصلات خارجية
- Qatar Red Crescent Society - IFRC
- Official Red Cross Web Site